# 聖安多尼堂區

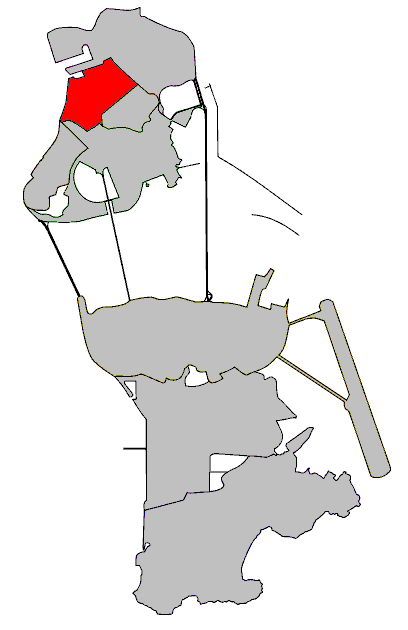
澳門聖安多尼堂區位置

聖安多尼堂區（又稱為花王堂區）位於澳門半島的西部，是全澳門人口密度最高的堂區。
- 面積：1.1平方公里（佔澳門半島11.8%）[1]
- 人口：約122,800（佔全澳門人口22.2%）[2]
- 人口密度：約111,636人每平方公里

聖安多尼堂區包括以下地方：
- 新橋
- 沙梨頭

聖安多尼堂區主要為住宅區和商業區，亦夾雜了一些小規模的工廠。
聖安多尼堂區的主要旅遊景點包括：
- 白鴿巢公園（賈梅士花園）
- 大三巴牌坊
- 大炮台

聖安多尼堂區位於大堂區以北，花地瑪堂區以南，望德堂區以西。